# سورتينو
سورتينو (بالإيطالية: Sortino)‏ هي بلدية في مقاطعة سرقوسة في صقلية الإيطالية.

## السكان
في سنة 1861 بلغ عدد السكان 8٬501 نسمة، وتطور العدد ليصل في سنة 2011 لـ 8٬907 نسمة.
يظهر هذا المخطط البياني تطور النمو السكاني لـ سورتينو

## توأمة
لسورتينو اتفاقيات توأمة مع:
- ريدشتات